# Арма (район)
Арма (англ. Armagh City and District Council) — район, существовавший до 1 апреля 2015 года в графстве Арма.
В 2011 году планировалось объединить район с районами Банбридж и Крейгевон, однако в июне 2010 года Кабинет министров Северной Ирландии сообщил, что не может согласиться с реформой местного самоуправления и существующая система районов останется прежней в обозримом будущем.
С 1 апреля 2015 года объединен с районами Банбридж и Крейгевон в район Арма, Банбридж-энд-Крейгавон.